# 428: Shibuya Scramble
428: Shibuya Scramble  (428 〜封鎖された渋谷で〜, 428: Fūsa Sareta Shibuya de) est un jeu vidéo d'aventure de type sound novel créé par Kōichi Nakamura, développé par sa compagnie Chunsoft puis édité par Sega. Il est sorti sur Wii au Japon le 4 décembre 2008. Il a également été porté sur PlayStation 3 et PlayStation Portable par Spike puis sur PlayStation 4 en septembre 2018.
428: Shibuya Scramble est un sound novel se déroulant dans le quartier Shibuya de Tokyo où le récit est présenté en utilisant une combinaison de texte défilant, images fixes prises de vues réelles et séquences vidéo. Le titre est devenu célèbre auprès des connaisseurs depuis qu'il s'est vu attribuer la note parfaite de 40/40 par le magazine Famitsu.
Il est à noter qu'après avoir été une exclusivité japonaise pendant presque 10 ans, le jeu sort finalement dans les autres continents en 2018.